# Yaacov Agam
Yaacov Agam [(n. 11 mai 1928, Rishon Letzion, Palestina sub mandat britanic) , numele la naștere: Yaacov Gibstein] este un pictor și sculptor israelian și francez, între 1951-2017 a locuit în Franța.   

## Biografie
Yaacov Agam s-a născut in 1928 ca fiu al rabinului și cabalistului Yehoshua Gibstein din Rishon Letzion, în Palestina mandatară. Fratele sau, Hanania Gibstein, a ajuns după mulți ani, primar al acestui oraș.
Agam a studiat la Ierusalim la Școala de artă „Betzalel“ (cu Mordehai Ardon)_, apoi la Zürich. la Școala de arte frumoase, a urmat cursuri de pictură cu Johannes Itten și de arhitectură cu Siegfried Giedion, obținând primele succese la Paris (1953). La baza gândirii sale artistice se află ideea caracterului ireversibil și inevitabil al timpului. Permanent preocupat de factorul timp, pe care a căutat să-l introducă în structura operei, Agam a devenit, pe această cale, unul din principalii promotori ai artei cinetice. Începând din 1952 a realizat „lucrări transformabile“, permițând privitorului să reorganizeze elementele mobile care compun opera, iar din 1968 atacă și sculptura, făurită din metal (oțel) inoxidabil. La Bienala de artă contemporană de la Sao Paolo, 1963, Agam, reprezentând Israelul, i se decernează Marele premiu pentru experiment artistic. În 1996 câștigă Premiul UNESCO pentru activitatea sa de educare vizuală a tineretului. Lucrări importante: „Environment“ la Palatul Elysée (Paris), Picturi murale la American Telephone and Telegraph Company (New York); „Sculptura de apă“ monumentală (Défense, Paris), Fântâna „Foc și Apă“ (Tel Aviv).

### Viața privată
Yaacov Agam s-a căsătorit în 1954 la Paris cu Klila, și cuplul are  trei copii: primul născut este fotograful Ron Agam, iar un alt fiu - Oram Agam - este muzician. Din 2017 locuiește la Tel Aviv.

## Premii și onoruri
- 1963 - Marele Premiu în experimentul artistic la Bienala de la Sao Paulo
- 1970 - Premiul întâi la Festivalul internațional al picturii de la Cagnes-sur-Mer
- 1985 - Premiul Muzeului Israel
- 1996 - Medalia Jan Amos Comenius a UNESCO pentru Metoda Agam de educație vizuală pentru copii
- Comandor al Ordinului Artelor și Literelor al Franței.
- 2017 S-a inaugurat la Rishon Letzion Muzeul Yaacov Agam
- Agam este doctor honoris causa al Universitătii din Tel Aviv (1975) și al Colegiului de administrație din Rishon Letzion (2009)

## Galerie

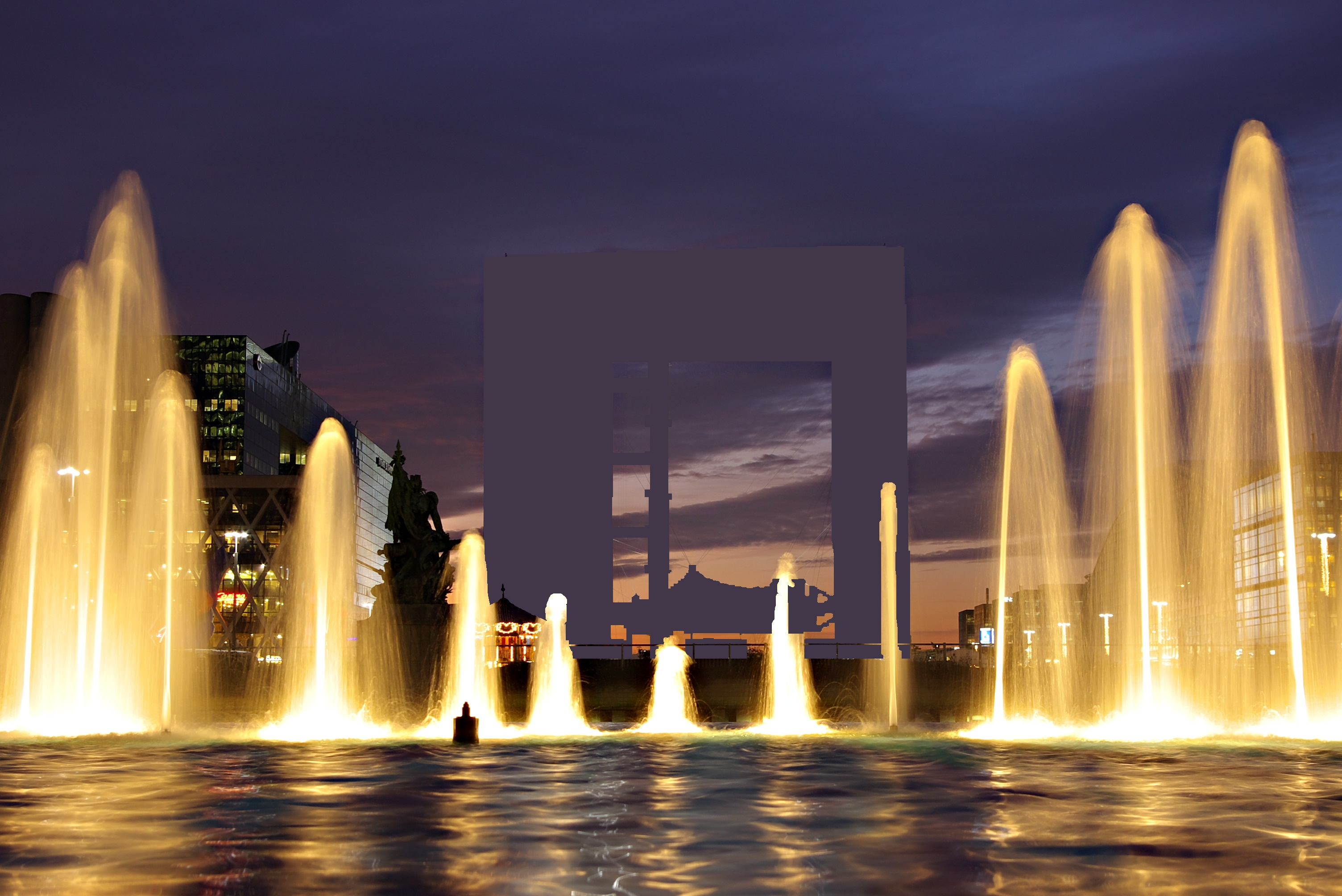
Paris - vedere spre Arcul cel mare din La Défense cu Făntâna lui Yaacov Agam -Paris (1975)
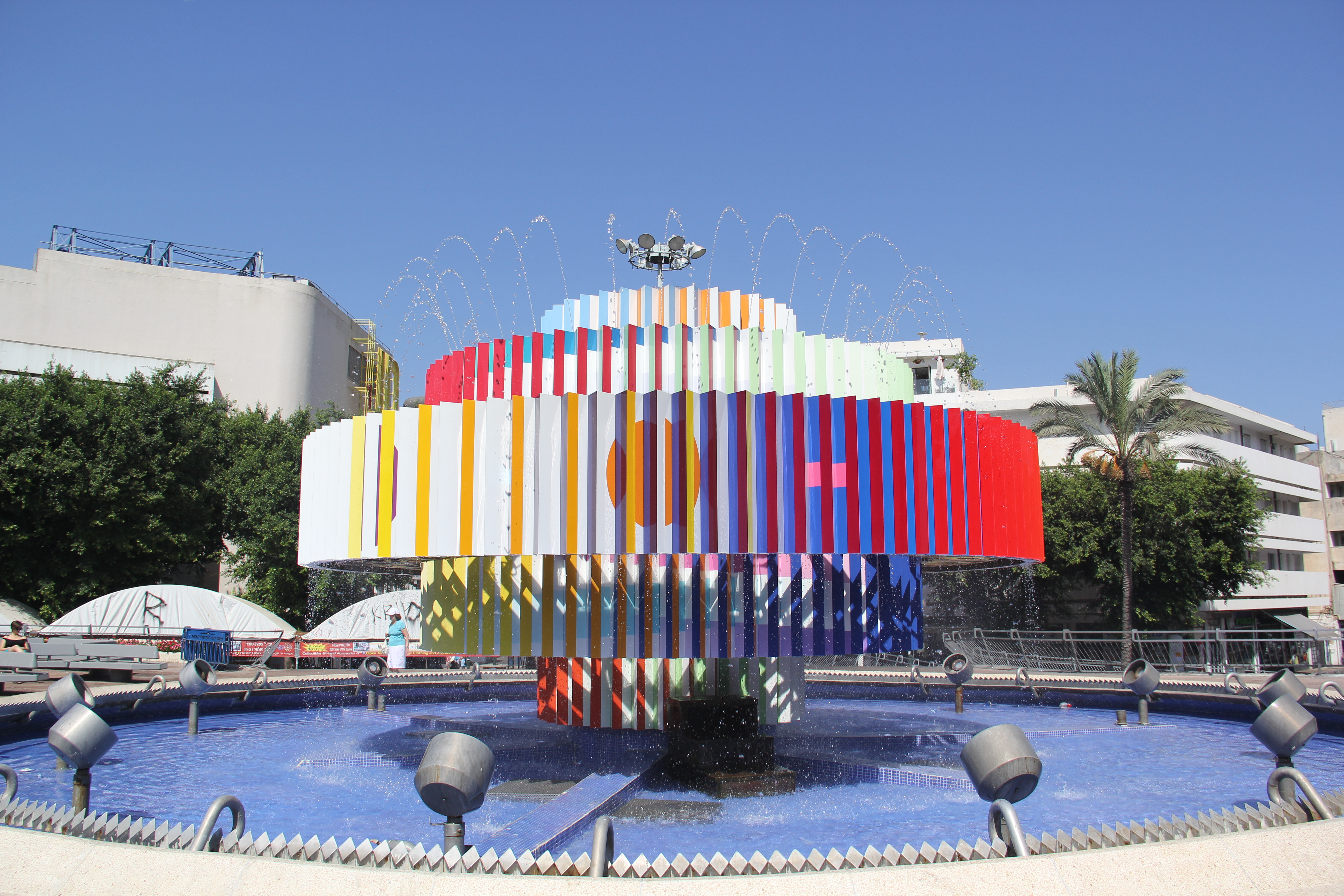
Făntâna de foc și apă din Piața Dizengoff din Tel Aviv (1986)
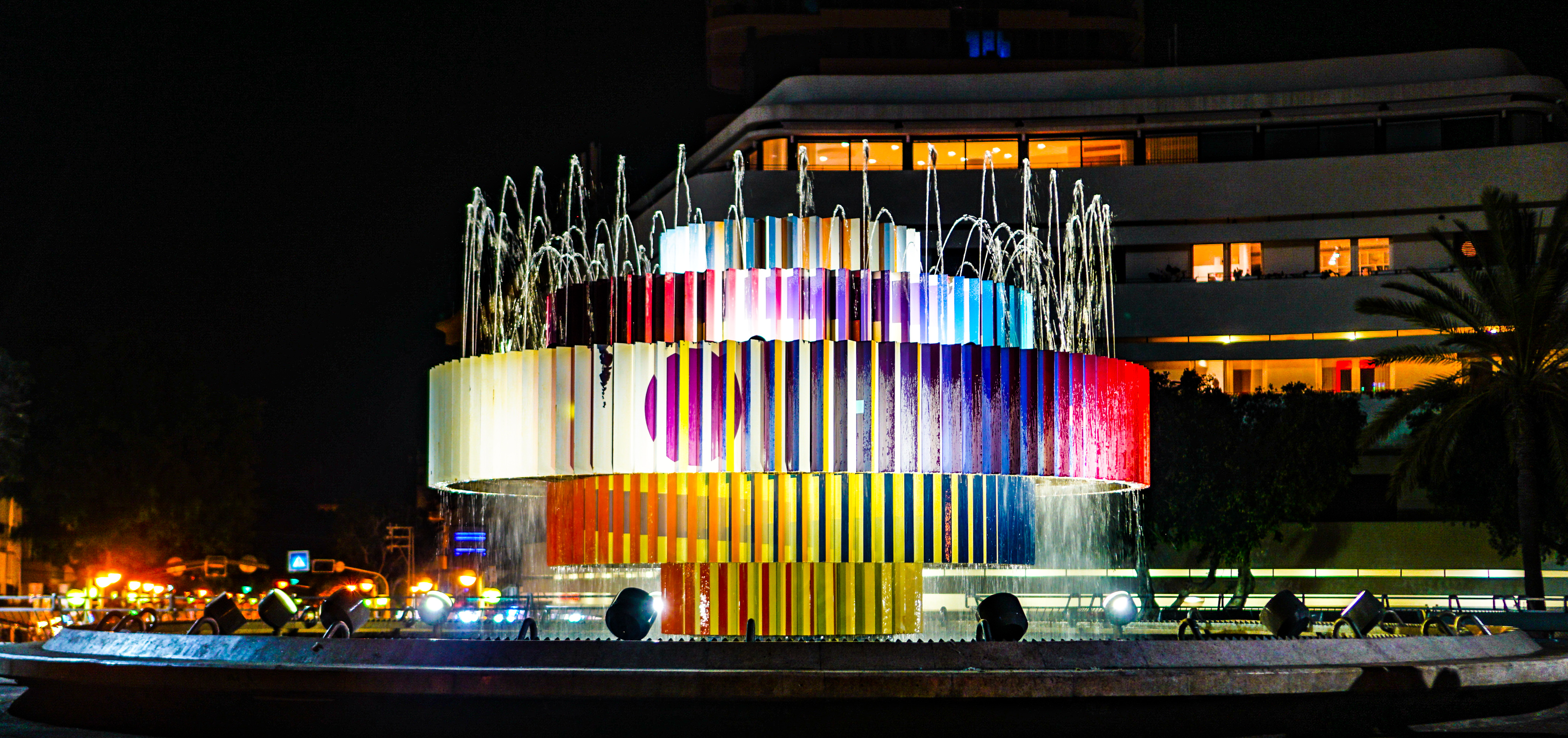
Făntâna de foc și apă
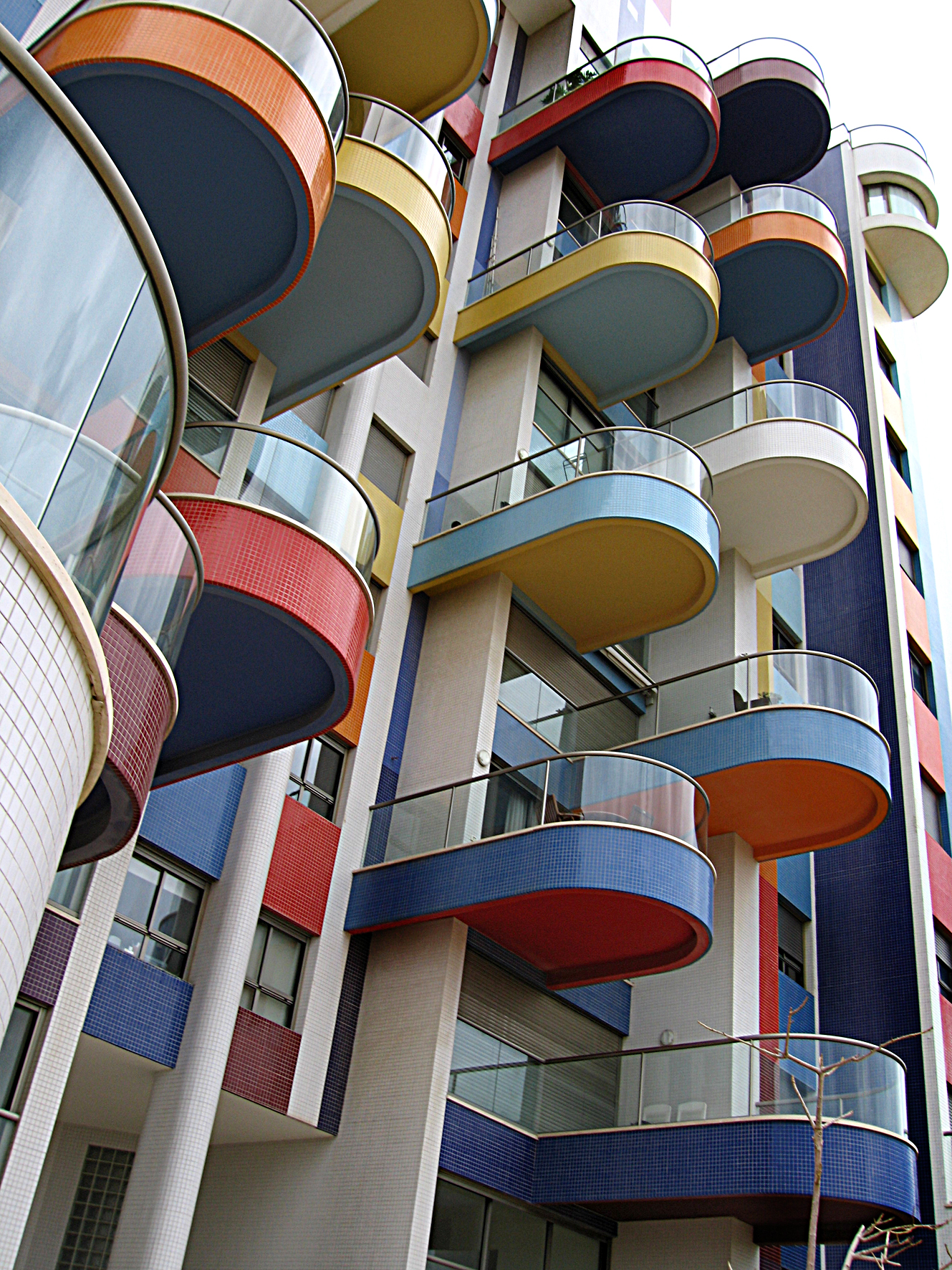
Balcoane ale Turnurilor Neeman din Tel Aviv
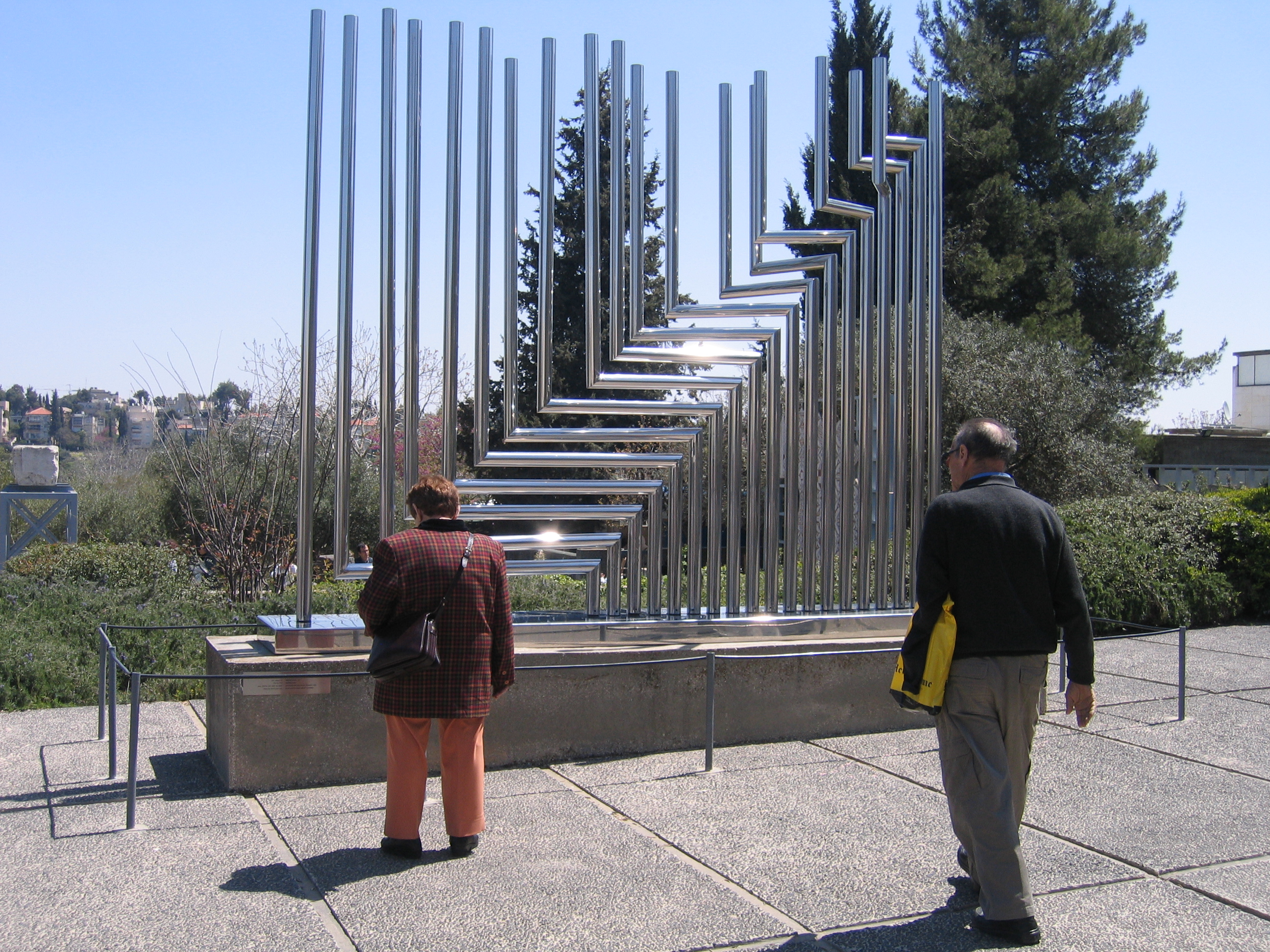
Optsprezece nivele, sculptură, Muzeul Israel din Ierusalim